# محطة كاورسو للطاقة النووية
محطة كاورسو للطاقة النووية (بالإنجليزي: Caorso Nuclear Power Plant) محطة لإنتاج الطاقة النووية باستخدام مفاعل الماء المغلي , في كاورسو – إيطاليا . تم تشغيل المفاعل عام 1978 وأغلق عام 1990.

## صور

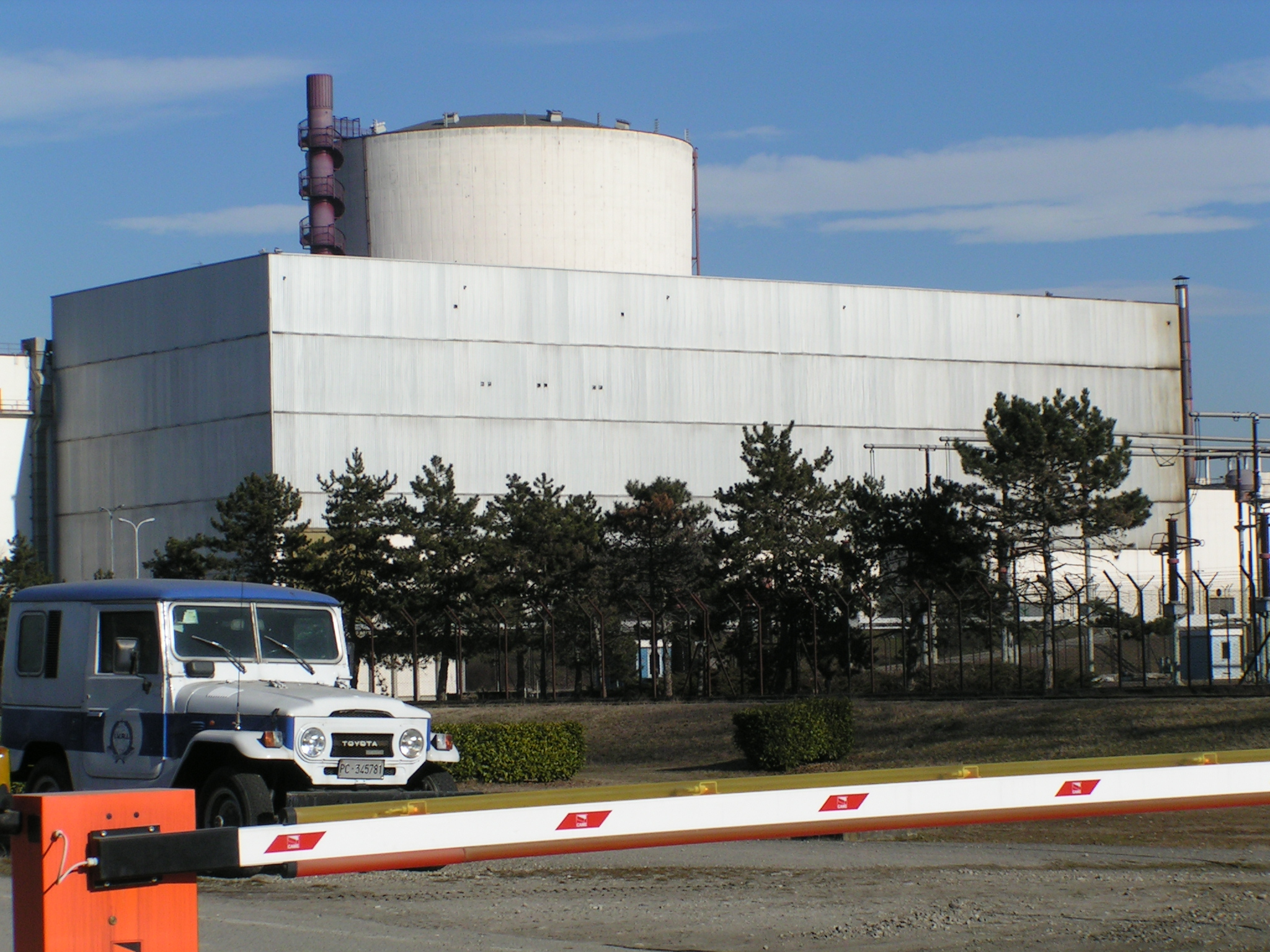
صورة للمحطة من الخارج
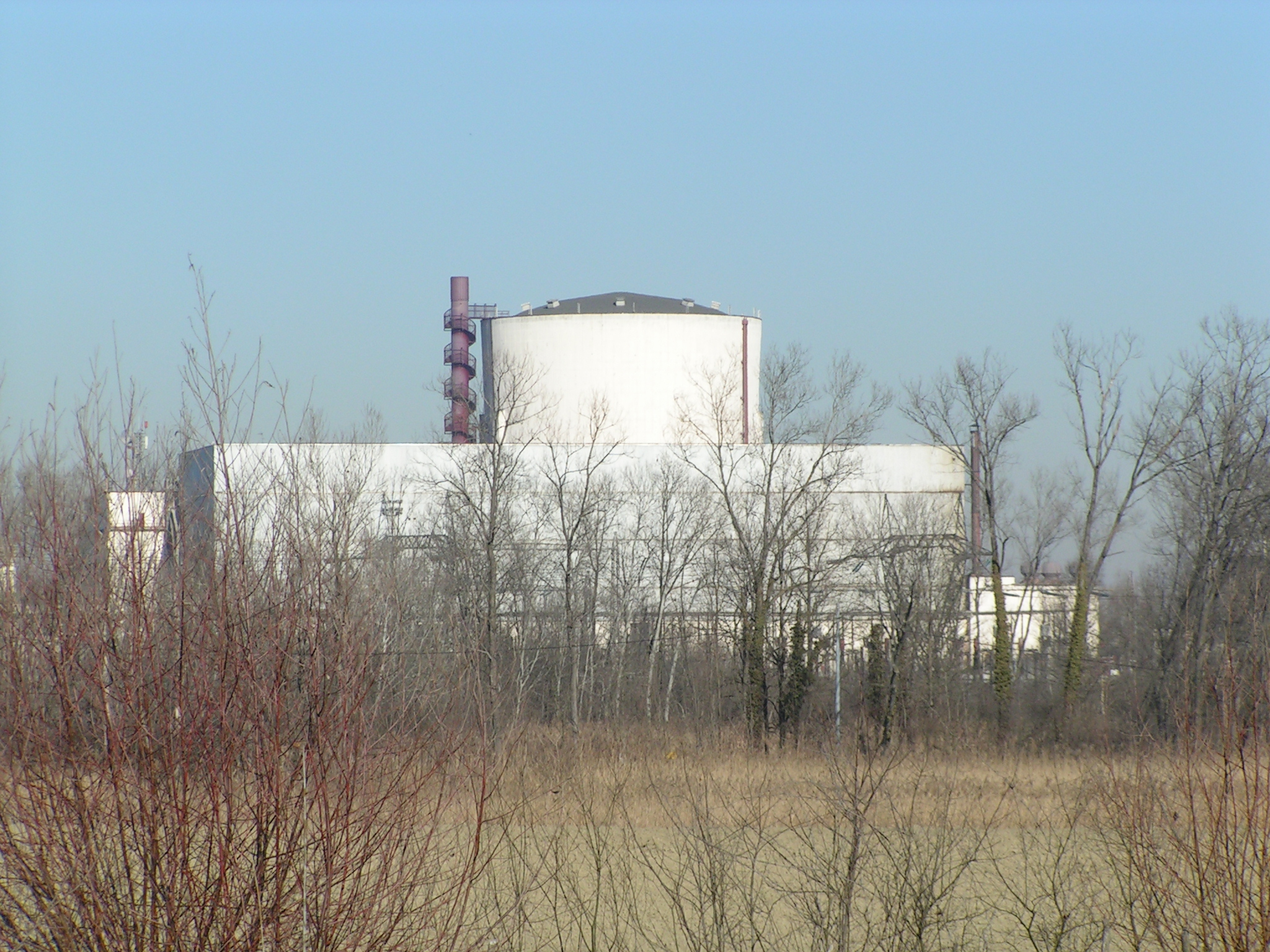
صورة للوقود
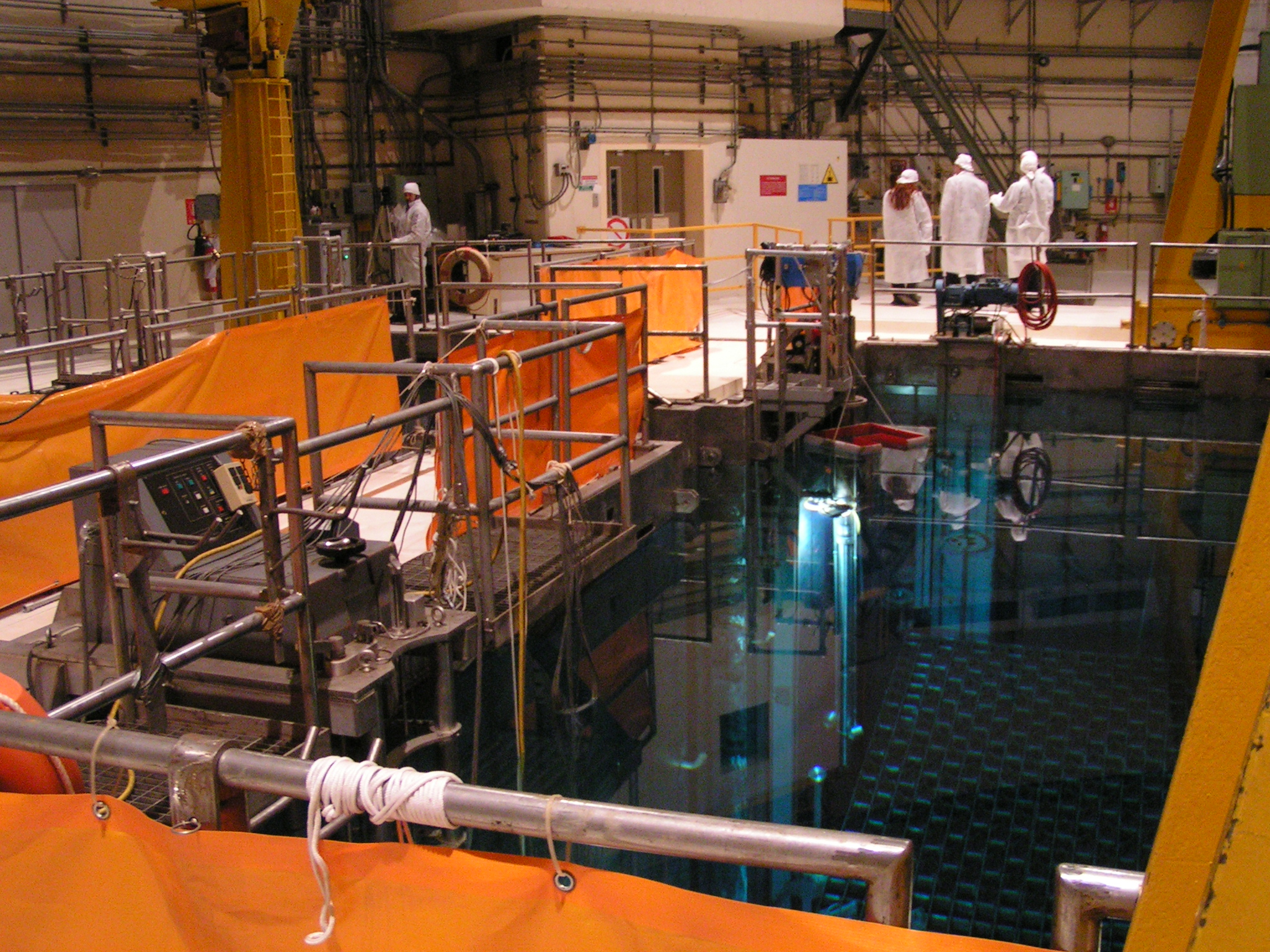
صورة للوقود
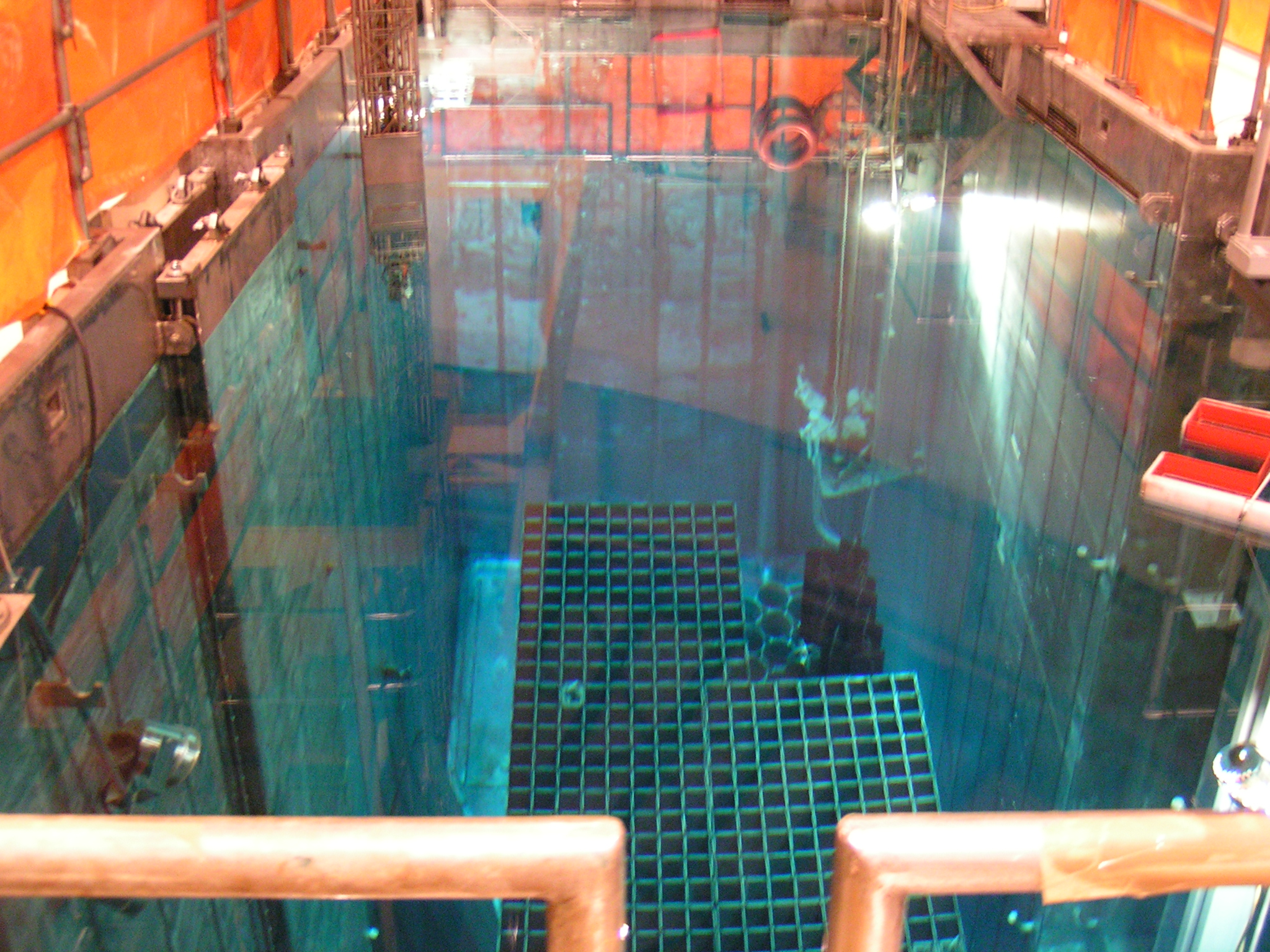
صورة للوقود
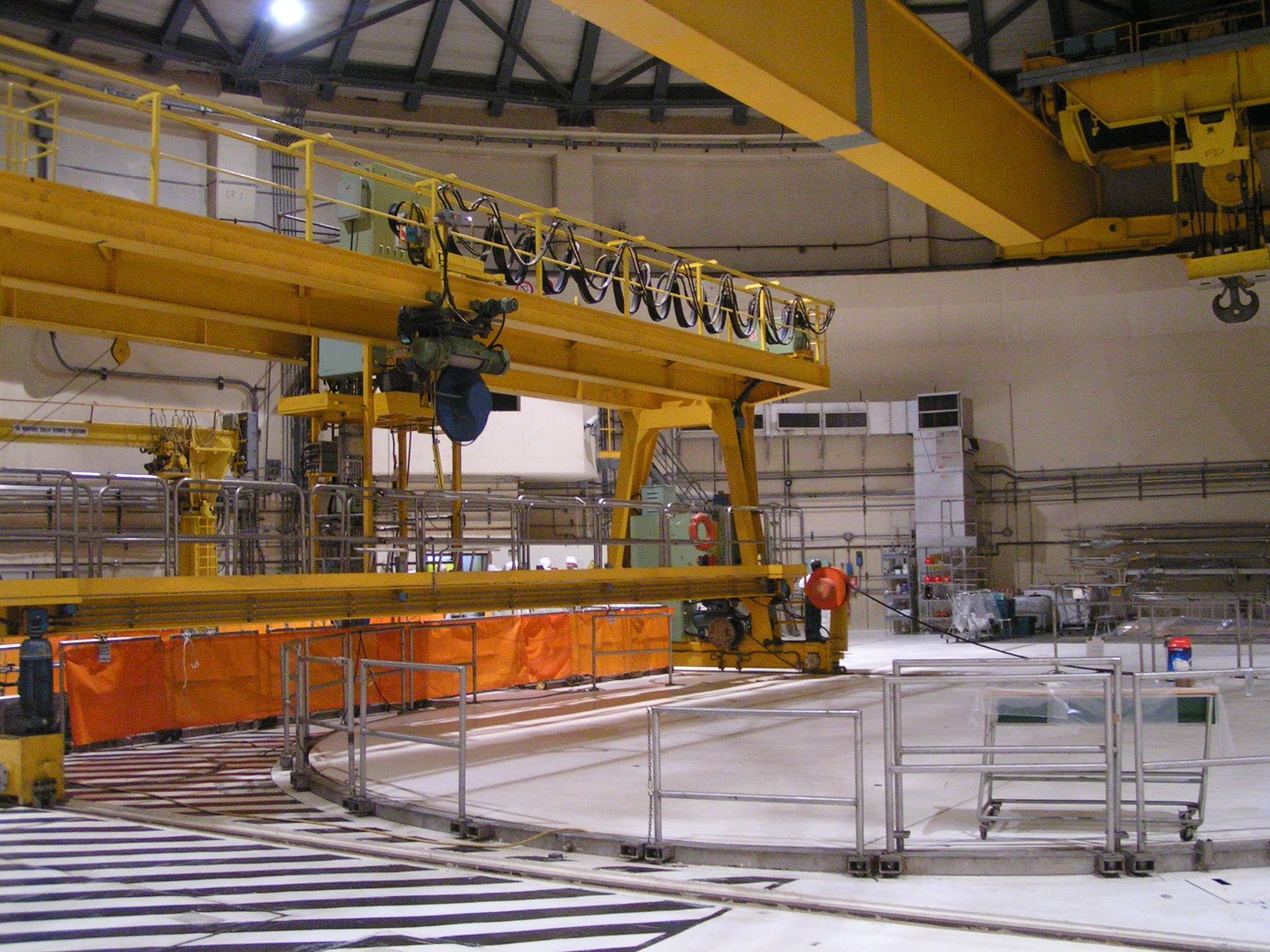
المنطقة فوق المفاعل

## روابط إضافية
- Nuclear power in Italy at the الجمعية النووية العالمية site.